# NGC 7007
NGC 7007 ist eine elliptische Galaxie vom Hubble-Typ E/S0 im Sternbild Indianer am Südsternhimmel. Sie ist schätzungsweise 137 Mio. Lichtjahre von der Milchstraße entfernt und hat einen Durchmesser von etwa 80.000 Lj.
Das Objekt wurde am 8. Juli 1834 von John Herschel entdeckt.